# Бублики
Бублики (Шаблон:Langx) (sometimes spelled as Bublick, Bublyk etc.)  - чешский, польский, (старо)русский (и российский), белорусский и украинский род (роды). В 18-19 вв. появились еврейские роды того же имени.

## Люди

### Чехия
- Ладислав Бублик (1924–1988) - чешский писатель

### Израиль
- Гедалья Бублик (1875–1948) - еврейский писатель

### Украина

Kuzma Bublyk photo from Archive of Prof. Bublyk
Kuzma Bublyk photo from Archive of Prof. Bublyk
Prof. Semen Bublyk

В Народной, Казацкой Украине в Европе роды с таким названием известны с 16 века. Изначально мещане города Чернигова и представители шляхетского сословия Княжеской Литвы и Короны Польской (Воеводство Черниговское) представители рода в 17-18 вв. присоединились к запорожскому, заднепровскому, украинскому, черноморскому и кубанскому казачеству, распространив фамилию в разные уголки Народной, Казацкой Украины в Европе. Возможно потомки переселенцев из Богемии.
Семья Бубликов из села Капустинцы Киевской области - потомки казаков Войска Запорожского, потом в крестьянском сословии Царской России и наконец после 1917 года граждане Украинской Республики:
- Бублик, Яков Павлович (1905-1999) - украинский педагог и долгожитель[1][2], пережил Голодомор, сталинские репрессии и ВМВ проживая в родном селе, поддержал декларацию независимости Украины в 1991 году, сын Василий много лет жил и работал в Самаре, занимался космическими исследованиями, дочь Анастасия проживала и работала стоматологом в селе Шрамковка;
- Бублик, Семен Павлович - украинский ученый, профессор в сфере сельского хозяйства, его работы в 1970х гг. были известны в Англии[3];
- Бублик, Кузьма Павлович (1901-1925) - украинский журналист, профсоюзный и общественно-политический (комсомол) деятель, казак Корпуса Червоных Казаков (УПА, ЗСУ, РККА) 1920х гг.[4],[5];
- Бублик, Иван Павлович - офицер КГБ (НКВД, СМЕРШ)[6] of Ukrainian (Cossack) origin;
- Бублик, Даниил Павлович (?-01.07.1941) - украинский пограничник, погиб в первые дни вторжения Вермахта в СССР под Перемышлем, в Бережанах или во Львове, возможно убит украинскими националистами (бандеровцами);

### США
- Александр Бублик (1997) -  американский игрок в теннис;
- Соломон Бублик (?-1945) - американский филантром;

## See also
- Шаблон:Intitle

## Sources
1. ↑  (2005, 05 жовтня).Яготинські вісті, стр.5. Світлі спогади назавжди.
2. ↑  (2023, 12 травня).Яготинські вісті, стр.5. А.Міцкелевич. Академік козацького роду.
3. ↑   The separation characteristics of a combine harvester and a comparison of straw walker performance. B.H. Boyce, R.T. Pringle and B.M.D. Wills., Dept. of Agricultural Engineering, University of Newcastle upon Tyne, England. Journal of Agricultural Engineering Research, Volume 19, Issue 1, March 1974, Pages 77-84.
4. ↑  https://memoryon.net/uk/pages/bublik-kuzma-pavlovich?pageId=62556359571680000ae814ec
5. ↑  https://uk.wikisource.org/wiki/Сторінка:Замітка-Через-бар%27єр-Бублик-Кузьма-Павлович-1925.jpg
6. ↑  https://nkvd.memo.ru/index.php/Бублик,_Иван_Павлович

Шаблон:Surname